# Hidrofobicidade

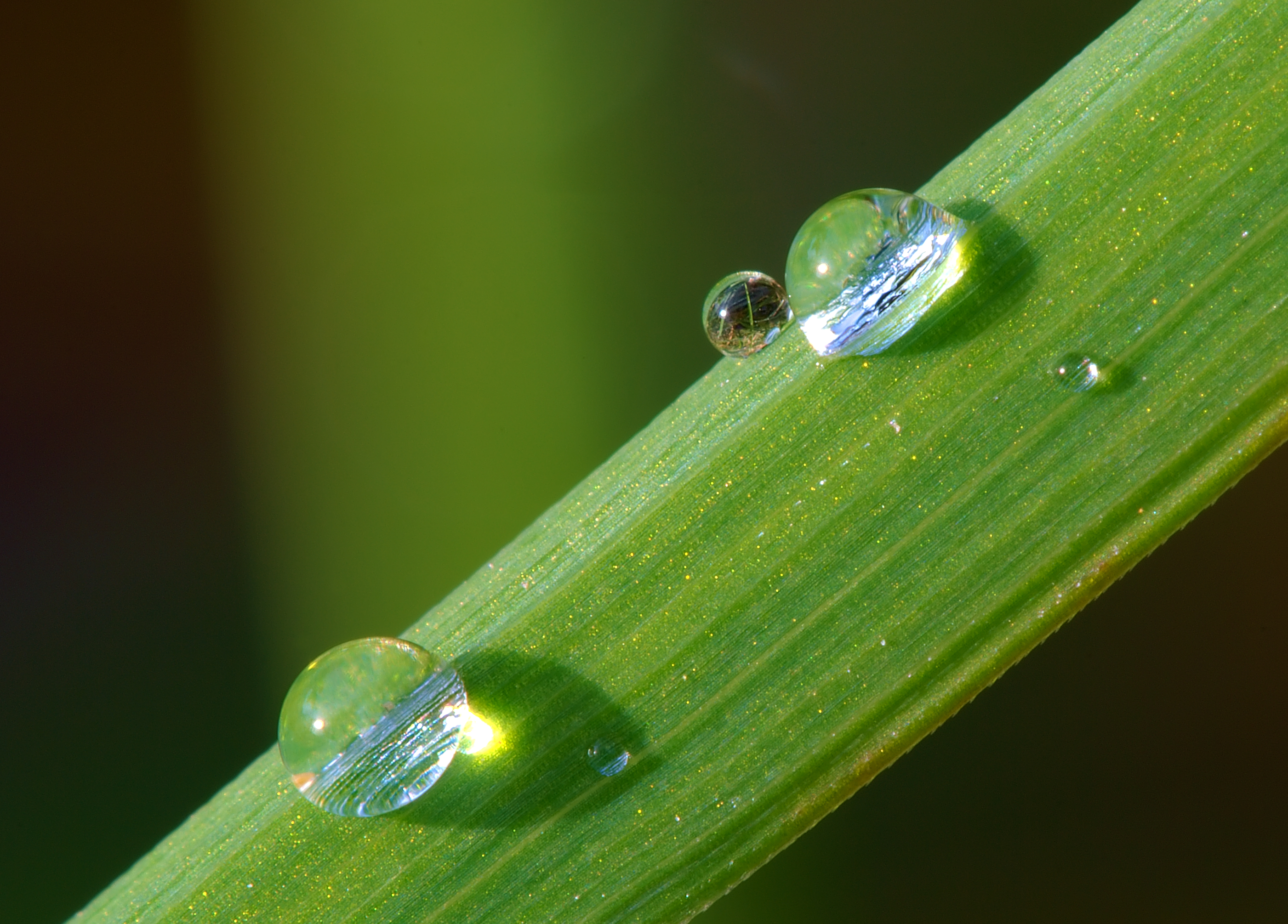
Gota de orvalho na superfície hidrofóbica de uma folha.

Na química, a hidrofobicidade é a propriedade física de uma molécula que é aparentemente repelida pela água. Em contraste, a hidrofilia é a propriedade física correspondente ao efeito de atração pela água.
As moléculas hidrofóbicas tendem a ser apolares e, portanto, preferem outras moléculas neutras e solventes apolares. Sendo que moléculas de água são polares, substâncias hidrofóbicas não se dissolvem, ao invés disso, normalmente se agrupam formando micelas. A água em superfícies hidrofóbicas exibirá um elevado ângulo de contato.
Exemplos de moléculas hidrofóbicas incluem os alcanos, óleos, gorduras, e substâncias gordurosas em geral. Os materiais hidrofóbicos são utilizados para a remoção de óleo da água, na gestão de derramamentos de óleo e em processos de separação química para remover substâncias não polares de compostos polares.